# Upplands runinskrifter 971
U 971 är en vikingatida runsten av ljus granit i Eke, Vaksala socken och Uppsala kommun.
Runsten av gråsten är 1,45 m hög, 1,3 m bred och 0,6 m tjock. Runhöjd 5,5-10 cm. Stenens ovandel saknas. Runstenen står i en högliknande lämning 8x3 m och 0,3-0,4 m höga. Kring runstenen har odlingssten uppkastats så att den synliga delen nu är 0,7 m hög. Runstenen lutar kraftigt. Ca 110 m NÖ om runstenen är en väg (nu ägoväg) troligen lämning efter den gamla vägen förbi runstenen. Ca 30 m SV om runstenen är fyndplats för kistgrav, påträffad vidtäckdikesgrävning 1927. Enligt annan uppgift är fyndplatsen belägen ca 30 m SÖ om runstenen. Ca 35 ÖSÖ om runstenen är fyndplats för kistgrav påträffad vid lertäkt 1957. Fyndplatser för träkistgravar finns även 65 m ÖSÖ samt 38 m SÖ om runstenen.

## Inskriften
Translitterering av runraden:
§P : kunbiur : lit risa : stin : iftiʀ faþur -... ... : miti : kuþ : hulbin hins : krin... ...arþi uþ(r)ki 
§Q (-)unbiur : lit risa : stin : iftiʀ : faþur (:) [s]... ...[þ] : miti : kuþ : hulbin (h)ins : krin ... ...arþi uþu(r)ki (:)
Normalisering till runsvenska:
§P Gunnbiorn let ræisa stæin æftiʀ faður [sinn] ... Mildi(?) Guð hialpin hins ... ... uþrki. 
§Q Gunnbiorn(?)/Unnbiorn(?)/Gunn-Biur(?)/Unn-Biur(?) let ræisa stæin æftiʀ faður s[inn] ... Mæti Guð hialpin. Hæins(?) Græin(?), [hann(?)] [g]ærði oðyrki(?).
Översättning till nusvenska:
Gunnbjörn lät resa stenen efter sin fader ... Milde(?) Gud hjälpe ...
Williams läser [hann(?)] [g]ærði oðyrki(?) – han gjörde (ordnade) vadställe, ordet oð finns på Ög Fv1983;240.